# Союз белорусов Латвии
Союз белорусов Латвии (латыш. Latvijas baltkrievu savienība) — общественная организация, объединяющая общества белорусской и славянской культуры. Инициирует и поддерживает программы в области культуры и народного творчества, просвещения, сохранения и развития традиций белорусов в Латвии. Работает в Риге и всех регионах Латвии. Имеет статус организации общественного блага и состоит в Консультативном комитете представителей негосударственных организаций нацменьшинств при Министерстве культуры ЛР.
В заказанном Министерством культуры ЛР в 2015 году исследовании «Участие нацменьшинств в демократических процессах в Латвии» Союз белорусов Латвии отмечен как одна из организаций, объединяющих национально-культурные общества наряду с Латвийским союзом литовцев и Ассоциацией национально-культурных обществ им. Иты Козакевичи. В последующем аналогичном исследовании указывается, что белорусские общества по активности входят в первую тройку среди национально-культурных организаций наряду с русскими и еврейскими обществами.

## История[4]
Истоки современного белорусского движения в Латвии восходят к 1988 году, когда были созданы Белорусский культурный центр «Раніца» под председательством Владимира Михайловича Ханевича и общество « Сьвітанак». Они начали проводить обрядовые праздники, собираться, создавать народные коллективы. Первый из них, созданный в 1988 году, был преобразован в 1990 году в ансамбль белоруской народной песни «Надзея», существующий по сей день. Его руководителем до 1993 года была Нила Александрович, затем коллектив возглавила Зоя Кальвиш. С 2007 по 2016 год ансамблем руководила Людмила Середа, с 2016-го — Лариса Лютько.
По инициативе Валентины Клименко 5 октября 1990 года было создано «Таварыства беларускай мовы iмя Францішка Скарыны „Прамень“», в которое влились члены «Раніцы» и многие члены «Сьвітанка». Вначале его возглавляла В.Клименко, с 1992 по 1996 год — Александр Карпович. Затем обществом руководили: до 2003 года Николай Бурый, по 2011 год Валентина Пискунова, с 2011 года по настоящее время Елена Лазарева.
27 декабря 1994 года вышел первый номер газеты на белорусском и русском языках «Прамень».
В 1994 году усилиями общества «Світанак» при поддержке Посольства Беларуси в Риге открыта белорусская школа. С 2011 года Рижская белорусская основная школа носит имя народного поэта Беларуси Янки Купалы. В школе действует музей жизни и творчества классиков белорусской литературы Якуба Коласа, Янки Купалы, Янки Мавра. На базе школы функционирует детский ансамбль «Вавёрачка», многочисленные творческие кружки. Ученики принимают участие в олимпиадах, конкурсах, концертах, посещают с экскурсиями Беларусь. В школе учатся как этнические белорусы, так и дети других национальностей.
В 1999 году при поддержке самоуправлений был создан Центр белорусской культуры в Даугавпилсе, а в Резекне — Дом культуры национальных обществ в 2004 году.
Союз общественных объединений белорусов Латвии был зарегистрирован 19 июня 2003 года и создан белорусскими обществами Вентспилса, Даугавпилса, Лиепаи и Риги. В настоящий момент в его состав входит 13 организаций белорусов Латвии и 2 славянских общества.
С 4 июля 2005 года объединение носит название Союз белорусов Латвии (Latvijas baltkrievu savienība).
13 декабря 2005 года Союзу решением Министерства финансов Латвии № 583 присвоен статус организации общественного блага.
Делегировал своего представителя в Консультативный комитет представителей негосударственных организаций нацменьшинств при Министерстве культуры Латвии и входит в него наравне с Латвийским обществом русской культуры, Латвийским союзом поляков, Латвийским украинским объединением, Латвийским союзом немцев и другими организациями. Руководит комитетом министр культуры ЛР.
С 2011 года стал проводить Дни белорусской культуры, благодаря которым расширилась популярность общественного движения диаспоры и появились новые белорусские общества в городах Зилупе, Дагда, Елгава.
В 2011 году выдвинул своего кандидата Елену Лазареву в список социал-демократической партии «Согласие» на выборах в 11 Сейм по Латгальскому избирательному округу. Получив поддержку избирателей, Лазарева стала первым представителем белорусской диаспоры в послевоенном парламенте.
В 2013 году СБЛ подписал меморандум о сотрудничестве с Рижской думой.
В 2014 году в состав Союза белорусов Латвии вступило славянское общество «Узоры» из города Ливаны.
Союз белорусов Латвии вошел в общественное объединение «Содружество», чтобы теснее сотрудничать с русской, украинской, азербайджанской, армянской, узбекской и другими общинами Латвии.
7 января 2016 года Союз белорусов Латвии отчитывался о работе на заседании Консультативного комитета представителей негосударственных организаций нацменьшинств под председательством министра культуры Даце Мелбарде, на котором также было представлено исследование «Участие нацменьшинств в демократических процессах в Латвии» (2015).
В сентябре 2017 года СБЛ представлял Латвию на ІІІ фестивале искусств белорусов мира в Минске, в котором участвовали 19 стран и более 200 человек. Фестиваль был приурочен к 950-летию белорусской столицы.

## Руководители СБЛ
Организатор и председатель правления СБЛ — Валентина Александровна Пискунова, уроженка Беларуси, выпускница Белорусского института инженеров железнодорожного транспорта, основатель компании Iļģuciems, представляющей на латвийском рынке белорусские предприятия производства строительных и отделочных материалов.
Член правления — Елена Борисовна Лазарева, экономист, депутат 11 и 12 Сеймов Латвии, член Консультативного комитета представителей негосударственных организаций нацменьшинств при Министерстве культуры Латвийской Республики.

## Развитие национальных традиций белорусов Латвии
Союз белорусов Латвии отличается большой активностью в проведении общественных мероприятий и разработке проектов, способствующих поддержанию и развитию традиций одной из значительных национальных диаспор Латвии.

### Дни белорусской культуры
Ежегодно СБЛ организует по всей республике Дни белорусской культуры. Знаковыми для этого фестиваля стали гастроли заслуженного коллектива из Беларуси «Вербіца», которые с большим успехом прошли в Латвии весной 2013 года и были приурочены к 10-летию СБЛ.

Ансамбль «Завируха» из Екабпилса на фестивале национальных культур «Латгальский венок» в Индре, 2018 год.

В 2017 году Дни белорусской культуры в Латвии были посвящены 135-летию классиков белорусской литературы Якуба Коласа и Янки Купалы, родившихся в один и тот же год, 1882-й. Особенными гостями торжеств были «Песняры», приглашенные из Минска.

### Рушник длиной 7 метров
В 2014 году руководитель Екабпилсского белорусского общества «Спатканне» Валентина Дорощёнок и руководитель Рижского белорусского общества «Прамень» Елена Лазарева предложили вышить общий для всех белорусских обществ льняной рушник длиной 7 метров. Для этого была проделана большая подготовительная работа — начиная от разработки идеи вышивки, гармонии рисунка до расчета и размещения его на ткани. Каждое из 15 обществ — участников Союза белорусов Латвии — вышьет на нём своё название и город, в котором оно находится, а также белорусский орнамент. Последовательность размещения обществ определена по порядку их вступления в СБЛ.
Работа велась в сотрудничестве с минским предприятием «Театральные мастерские». Ткань приобрели у Оршанского льнокомбината. В Минске был подготовлен макет, подобраны нитки для вышивания, орнамент нанесен на ткань в виде точек. Вышивали рушник Лиепая, Вентспилс, Даугавпилс, Екабпилс, Елгава, Резекне, Краслава, Прейли, Виляны, Дагда, Лудза, Зилупе, Ливаны, а завершится процесс в Риге.
Рушник был готов в 2018 году, к 100-летию Латвии и 15-летию СБЛ. 23 ноября он был торжественно вручён президенту Латвии Р.Вейонису во время Форума нацменьшинств.

## Сохранение культурного наследия

### Конкурс «Белорусы Латвии — прошлое и настоящее»
Союз белорусов Латвии в сотрудничестве с Белорусским государственным педагогическим университетом имени Максима Танка с 2014 года проводит конкурс исследовательских работ «Белорусы Латвии — прошлое и настоящее», в котором предлагает обратиться к изучению белорусской истории Латвии, взаимоотношений Латвии и Беларуси на протяжении многих столетий, к изучению белорусской культуры, языка и традиций, переходящих из поколения в поколение, обратить внимание на памятные места на карте Латвии и события, связанные с белорусским наследием. Вспомнить белорусов, чьи судьбы и достижения интересны для современников.
Конкурс проводится по четырём номинациям:
1. «Белорусы Латвии. Интересные личности».
2. «Белорусская история и культура Латвии».
3. «Белорусские традиции моей семьи».
4. «Латвия и Беларусь. Навстречу друг другу».

За 4 года на конкурс было подано 59 работ, самая юная участница — шестиклассница Джесика Здановская из Краславы. В 2017 и 2018 году победители конкурса были награждены поездками в Брюссель по приглашению депутата Европарламента Андрея Мамыкина.
Жюри конкурса возглавляет ректор Белорусского государственного педагогического университета имени Максима Танка, доктор педагогических наук, профессор Александр Жук. От СБЛ в него входят председатель Союза Валентина Пискунова, педагог, журналист Елена Мицкевич, журналист Инна Олесова (Елгава), филолог Татьяна Бучель (Даугавпилс), педагог Людмила Стец (Резекне).

## Международные проекты
В 2010 году Союз белорусов Латвии приобрел исключительные права на материалы первого латышско-белорусского и белорусско-латышского словаря, подготовленного ученым-филологом, переводчиком с белорусского и на белорусский язык Мирдзой Аболой, и организовал его научную подготовку, редактирование и издание.
В словарь вошло около 40 тысяч слов. Подготовка рукописных материалов Аболы к печати и редактирование словаря выполнены в Институте языка и литературы имени Якуба Коласа и Янки Купалы Национальной академии наук Беларуси. Издание словаря поддержали Рижская дума, компании Liepājas metalurgs и Iļģuciems. Руководителем проекта была Елена Лазарева. 3 мая 2011 года словарь на выставке «Средства массовой информации Беларуси» представил посол ЛР Михаил Попков.

### Сотрудничество с БГПУ
Сотрудничество Белорусского государственного педагогического университета имени Максима Танка с белорусской диаспорой Латвии началось при участии директора Белорусского общественного объединения по связям с соотечественниками за рубежом «Радзіма» Максима Владимировича Дубенка. БГПУ поддержал проводимый СБЛ конкурс «Белорусы Латвии — прошлое и настоящее». По предложению ректора университета, председателя жюри Александра Ивановича Жука БГПУ предоставляет призы в каждой номинации и публикует лучшие работы в газете «Настаўнік».
Университетская газета «Настаўнік» регулярно рассылается в белорусские общества Латвии, Рижскую Белорусскую школу имени Янки Купалы.

### Конференция «Роль нацменьшинств для развития государства в мультикультурном пространстве»
Прошла 22 мая 2015 года при участии учёных и практиков из Латвии, Эстонии, Белоруссии. Разработала рекомендации для парламента и правительства, представленные на заседании комиссии Сейма по гражданству, миграции и сплочению общества 15 декабря 2015 года и на совещании Консультативного комитета представителей негосударственных организаций нацменьшинств при Министерстве культуры ЛР 18 марта 2016 года.
В них предложено: возобновить сотрудничество между государством и самоуправлениями в сфере интеграции, создать в больших самоуправлениях центры национальных культур, обеспечить целевое финансирование общественных организаций нацменьшинств для сохранения идентичности и развития культуры, издательской и образовательной деятельности, с учетом опыта Эстонии, ввести в законодательство термин «билингвальное образование» для поддержки образования нацменьшинств на родном языке, шире отражать многонациональный характер Латвии в общеобразовательных программах.

## Награды
2010 — за издание Белорусско-латышского и латышско-белорусского словаря СБЛ получил благодарность президента Латвийской Республики Валдиса Затлерса.
2017 — За вклад Союза белорусов Латвии в развитие национальной культуры на юбилейных торжествах в честь 950-летия Минска его участники были отмечены почетными грамотами: их получили ансамбль «Надзея» и его долголетний руководитель Зоя Кальвиш, руководители обществ Екабпилса, Дагды, Вентспилса и Резекне.

## Издания
2006 — «Латвия-Беларусь: диалог двух культур». По материалам I Международной научно-практической конференции в Риге. 84 стр.
2006 — Сборник стихотворений белорусских поэтов Латвии «А водар Радзімы усё кліча i кліча». Рига, под редакцией Л.Шаковца. 176 стр.
2008 — "Белорусские товарищества «Прамень» (бел. — Беларуские таварыства «Прамень»). Рига, Preses Nams, 96 стр. Издано при поддержке Секретариата по особым поручениям при министре общественной интеграции ЛР. ISBN 978-9984-39-757-2
2010 — Белорусско-латышский, латышско-белорусский словарь. Составитель Мирдза Эдуардовна Абола, руководитель проекта Елена Борисовна Лазарева, под редакцией Ивана Ивановича Лучица-Федорца (Институт языка и литературы имени Якуба Коласа и Янки Купалы Национальной академии наук Беларуси. Елгавская типография, 544 стр. ISBN 978-9984-49-175-2.
2014—2019 — Сборники работ конкурса «Белорусы Латвии. Прошлое и современность».